# Dekanat Kielce-Północ
Dekanat Kielce-Północ – jeden z 33 dekanatów rzymskokatolickiej diecezji kieleckiej. Tworzy go 6 parafii:
- Kielce – pw. Ducha Świętego
- Kielce – pw. Świętego Krzyża
- Kielce – pw. św. Antoniego Padewskiego
- Kielce – pw. św. Jadwigi Królowej
- Kielce – pw. św. Pawła Apostoła
- Kielce – pw. św. Józefa Robotnika